# Certificaat van onderzoek

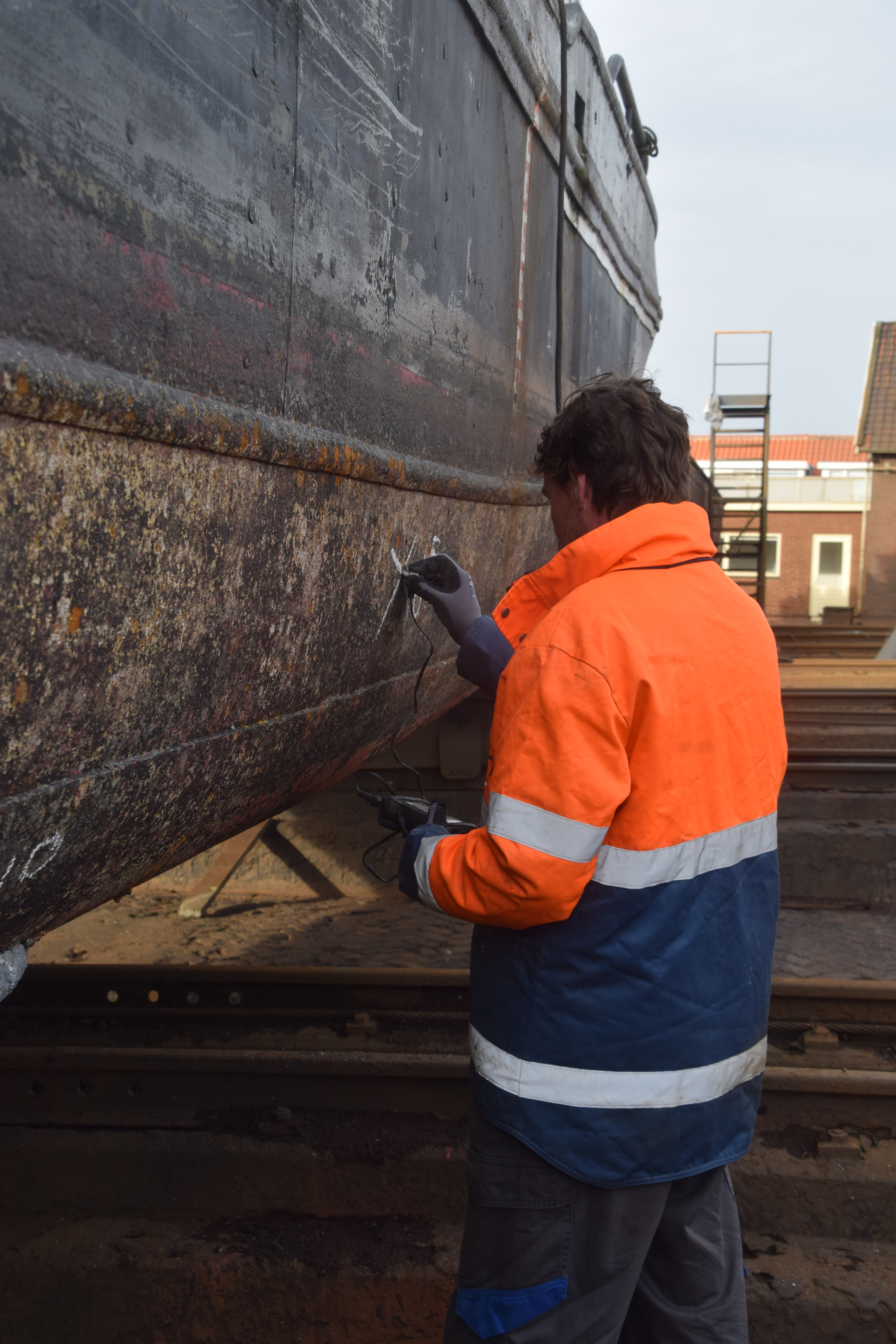
Ook de plaatdikte van de kimmen moet voldoende zijn

Een Certificaat van Onderzoek (ook gekend als CvO) is een van de geldige waardedocumenten die aanwezig dienen te zijn aan boord bij varende schepen in het gebied van de Europese Unie. Het is verboden een binnenvaartschip te gebruiken waarvan de toestand, het gebruik en de uitrusting niet overeenstemmen met de voorwaarden die werden vastgelegd in het certificaat.
De verplichting is voor Nederland opgenomen in het Binnenvaartbesluit, hoofdstuk 3, Artikel 6.

## Soorten certificaten
Het ES-TRIN spreekt sinds 2019 in artikel 1.01 onder 12.4 van een "binnenschipcertificaat”, het:
- Certificaat van Onderzoek voor Rijnschepen (CvO-R) voor schepen die op de Rijn varen
- Uniecertificaat voor binnenschepen voor de overige vaart.

Beide certificaten worden afgegeven door de bevoegde nationale autoriteiten (Commissies van Deskundigen) en bevestigen dat het schip volledig aan de technische voorschriften - specifiek aan ES-TRIN - voldoet. Deze technische voorschriften hebben tot doel een hoog veiligheidsniveau in de binnenvaart te waarborgen en daarbij het milieu en de personen aan boord te beschermen, alsook de energietransitie in de binnenvaart te bevorderen.

## Geschiedenis vanaf 2000
Eind 2000 waren er 139 overgangsbepalingen voor bestaande schepen in het Reglement onderzoek schepen op de Rijn 1995 van de Centrale Commissie voor de Rijnvaart. Met voor iedere overgangsbepaling een aparte einddatum. die samenhangt samen met de uitvoerbaarheid van de eis. Wanneer er, om aan een eis te kunnen voldoen, een grote inspanning en/of hoge kosten waren verbonden, was de afloopdatum op een langere termijn vastgesteld.
De Commissie is in 2000 begonnen met de herziening van die bepalingen en heeft onderzoeksbureau VBD uit Duisburg een inventarisatie laten uitvoeren van alle bestaande overgangsbepalingen: 
- hoeveel schepen maken er gebruik van
- welk veiligheidsrisico ontstaat hierdoor en
- wat zijn de aanpassingskosten per schip om alsnog aan het betreffende voorschrift te voldoen.

De CCR heeft naar aanleiding van die inventarisatie in het voorjaar van 2003 een voorstel voor herziening van de overgangsbepalingen opgesteld, mede op het gedetailleerde commentaar daarop van de gezamenlijke Europese beroepsmatige binnenvaart. Nieuwe overgangsbepalingen zijn op basis daarvan en het erop geleverde commentaar in de CCR-najaarszitting van 2003 definitief aangenomen.
Ook buiten de Rijn werden eisen aan de bekwaamheid van de bemanning en technische eisen aan het schip geformuleerd. In december 2006 is de Europese Richtlijn 2006/87/EG aangenomen. Met deze Richtlijn zijn de technische voorschriften voor binnenschepen op de Europese overige vaarwegen in overeenstemming gebracht met de voorschriften op de Rijn. De lidstaten van de Europese Unie hadden tot 30 december 2008 de tijd om de Richtlijn 2006/87/EG in nationale wetgeving te implementeren.
Europese Richtlijn 2006/87/EG van 12 december 2006 werd op 30 december 2008 van kracht. De Nederlandse uitwerking van de Europese richtlijn vond plaats door middel van de Binnenvaartregeling, die per 1 juli 2009 gelijktijdig met de Binnenvaartwet de Binnenschepenwet heeft vervangen. In de Binnenvaartwet staat in artikel 7, dat schepen op de binnenwateren voorzien moeten zijn van een geldig certificaat van onderzoek en dat het schip niet gebruikt mag worden op een andere manier dan in het certificaat vermeld staat.
De harmonisatie van de voorschriften voor binnenschepen in heel Europa heeft ervoor gezorgd dat daar grotendeels dezelfde eisen aan binnenschepen van toepassing zijn. Binnen het Europese systeem de rechtsbescherming van de individuele ondernemer transparant werd.

## Pleziervaart
Voor pleziervaartuigen die voor het eerst aan technische eisen moesten gaan voldoen was het 10 jaar lang niet nodig om meteen te voldoen aan aan alle eisen. Zij konden een Certificaat van Onderzoek of een Communautair Binnenvaartcertificaat voor Binnenschepen ontvangen met een bijlage, waarin staat aan welke eisen ze niet voldeden. Dat kregen ze, tenzij het schip klaarblijkelijk gevaar opleverde. Daarmee mochten ze blijven varen. Deze overgangsregeling voor pleziervaartuigen is per 30 december 2018 afgelopen. Een schip dat na die datum alsnog in de pleziervaart gaat moet meteen aan alle (nieuwbouw)eisen voldoen. De eigenaar die de certificering heeft laten lopen kan het schip na die datum alleen nog gebruiken op een vaste ligplaats. Meestal alleen nog als woonschip.

## Sleep- en duwboten
Als ze uitsluitend voor de pleziervaart worden gebruikt en bovendien:
- korter zijn dan 20 meter en
- als het onderwater blokvolume, het product lengte * breedte * diepgang < 100 m3 blijft

kunnen ze eenmalig een verklaring van de Minister aanvragen en vallen ze daarmee onder de pleziervaartregels.

## Keuring
Elk schip dat ervoor in aanmerking komt dient te worden gekeurd. Het Certificaat van Onderzoek wordt afgegeven door de Commissie van Deskundigen van een van de lidstaten van de Centrale Commissie voor de Rijnvaart (Duitsland, België, Frankrijk, Nederland of Zwitserland) indien het schip wordt goedgekeurd. Dit attest is 3 tot 10 jaar geldig en kan na een nieuw onderzoek verlengd worden. Jaarlijks worden 1500 tot 2000 van zulke scheepsattesten afgegeven.
Met Bekendmaking Taakafstoting Scheepvaartinspectie Binnenvaart (Stcrt. 1988, 122) werd de keuring in Nederland overgedragen aan particuliere bedrijven. Er zijn in Nederland 3 keuringsinstanties die voor zo'n 8000 binnenschepen keuringen mogen uitvoeren:
- Stichting Nederlands Bureau Keuringen Binnenvaart (NBKB)
- Register Holland
- Bureau Scheepvaart Certificering

en 3 klassenbureaus:
- Lloyd's Register
- Bureau Veritas
- Det Norske Veritas[4]

## Overgangsbepalingen
Uitgangspunt was de bestaande situatie. De drie belangrijkste certificaten waren:

1. Rijncertificaat, dit is hetzelfde als een Communautair Binnenvaartcertificaat voor Binnenschepen met toegang tot de Rijn.

2. Communautair Binnenvaartcertificaat voor Binnenschepen zonder toegang tot de Rijn.

3. Geen of uitsluitend nationaal Certificaat (bijvoorbeeld passagiersschepen, recreatievaart van 20m en langer en drijvende werktuigen).
ad 1. De overgangsbepalingen voor bestaande vaartuigen worden genoemd in hoofdstuk 24 van Bijlage II, via Artikel 3 van de Richtlijn.
- Voor schepen waarvan de kiel gelegd is op of voor 01-04-1976 geldt artikel 24.03.
- Voor schepen met een geldig certificaat van voor 01-01-1995 geldt artikel 24.02.
- Voor schepen met een geldig certificaat van na 01-01-1995 geldt artikel 24.06.

ad 2. De overgangsbepalingen voor bestaande vaartuigen worden genoemd in hoofdstuk 24a van Bijlage II, via Artikel 13 van de Richtlijn
Voor bestaande schepen waarvan de kiel gelegd is voor 01-01-1985 geldt artikel 24a.03.
Voor bestaande schepen waarvan de kiel gelegd is na 01-01-1985 geldt artikel 24a.02.
ad 3. Hierop is artikel 8 van de Richtlijn van toepassing. Er zijn geen overgangsbepalingen, het blijft zoals het nationaal geregeld was.
Voor 2. en 3. geldt dat aan de eisen in artikel 24.06 van bijlage II moet worden voldaan als men een Communautair Certificaat met toegang tot de Rijn wil verkrijgen.
Diverse overgangsbepalingen liepen af in 2010 en 2015. De afloop van de overgangstermijnen van een Communautair Certificaat zonder toegang tot de Rijn, genoemd in hoofdstuk 24a van Bijlage II varieert van 2024 tot 2049.
Het principe van overgangsbepalingen is dat op termijn aan de regels wordt voldaan. Alleen als in redelijkheid niet kan worden voldaan, kan de Commissie van Deskundigen afwijkingen toestaan. (Desnoods zou kunnen worden ontkomen aan de voor het schip te strenge voorschriften door af te zien van een Rijncertificaat, ofwel te laten keuren voor een Communautair Certificaat met toegang tot de Rijn.)
Om afwijkingen te kunnen toestaan is in de Richtlijn, in artikel 24.04, lid 4 de volgende tekst opgenomen:
 “Indien de toepassing van de in dit hoofdstuk genoemde bepalingen na afloop van de overgangsbepalingen in de praktijk moeilijk uitvoerbaar is of onevenredig hoge kosten met zich brengt, kan de commissie van deskundigen op grond van aanbevelingen van de CCR of het comité afwijkingen van deze voorschriften toestaan. Deze afwijkingen moeten in het communautair binnenvaartcertificaat worden aangetekend”.
Deze afwijkingen zijn bekend onder het begrip "geen klaarblijkelijk gevaar".

## Geen klaarblijkelijk gevaar
Hieronder verstaat men in de binnenvaart dat er door alternatieven voor de voorschriften geen gevaar voor schip of bemanning bestaat en dat het betreffende schip daarmee toch een Uniebinnenvaartcertificaat van het ES-TRIN kan krijgen.
Er wordt een lijst van afwijkingen opgesteld, die onderdeel wordt van het certificaat. Op het betreffende schip wordt niet voldaan aan de keuringseisen, maar de veiligheid is op een andere manier geborgd. Een bekend voorbeeld is: 
- geen leuning van voldoende hoogte langs het gangboord, maar een staaldraad of vergelijkbaar op de juiste hoogte boven de den;

## Ontwikkelingen per 30 december 2018
Deze datum was cruciaal voor de traditionele schepen van het varend erfgoed. Het betekende dat als een schip niet op 31 december 2018 een certifikaat had verkregen, het aan alle eisen van moderne schepen moest voldoen en daarmee tot niet-varend schip of de sloop werd veroordeeld.
Er was namelijk, in geen geval later dan 30 december 2018, een Certificaat van Onderzoek of Communautair Binnenvaartcertificaat voor Binnenschepen verplicht voor:
- alle vaartuigen met een lengte van 20 m of meer
- alle vaartuigen waarvan het product van de lengte, de breedte en de diepgang meer dan 100 m3 bedraagt (het  onderwater blokvolume van meer dan 100 m3, exclusief kiel, zwaarden en andere aanhangende zaken, dus ook korter dan 20 m)
- alle sleep- en duwboten, ongeacht de lengte, die zijn bestemd om de hiervoor bedoelde vaartuigen of drijvende inrichtingen te slepen, te duwen of langszij mee te voeren
- alle passagiersschepen (vervoer van meer dan 12 passagiers naast de bemanning)
- drijvende inrichtingen

Dit betekent dat nu ook pleziervaartuigen van 20 meter lengte of meer aan technische eisen moeten voldoen. Voor pleziervaartuigen korter dan 20 meter geldt dit alleen als het product van de lengte, de breedte en de diepgang - het blokvolume - groter is dan 100 m3. Dit is vooral van belang voor recreatief varende sleepboten.
De eisen waaraan elk schip moet voldoen bepaalt de eigenaar van het schip zelf, namelijk door aan te geven hoe hij het gebruikt. Voor alle schepen gelden de technische eisen als vermeld in hoofdstuk 3 t/m 18. Maar voor de volgende scheepstypen zijn er bijzondere bepalingen:
- Passagiersschepen: technische eisen vermeld in hoofdstuk 19
- Zeilende passagiersschepen buiten de Rijn: technische eisen vermeld in hoofdstuk 20
- Sleep- en duwboten: technische eisen vermeld in hoofdstuk 21
- Schepen die andere schepen langer dan 20 m willen slepen, duwen of langszij mee nemen: technische eisen vermeld in hoofdstuk 16
- Drijvende werktuigen: technische eisen vermeld in hoofdstuk 23
- Schepen bestemd voor bouwwerkzaamheden: technische eisen vermeld in hoofdstuk 18
- Traditionele vaartuigen: technische eisen vermeld in hoofdstuk 24 (*)
- Zeeschepen: technische eisen vermeld in hoofdstuk 25
- Pleziervaartuigen: technische eisen vermeld in hoofdstuk 26
- Schepen die containers vervoeren: technische eisen vermeld in hoofdstuk 27
- Vaartuigen langer dan 110 meter: technische eisen vermeld in hoofdstuk 28
- Snelle schepen: technische eisen vermeld in hoofdstuk 29
- Vaartuigen die een brandstof gebruiken met een lager vlampunt de 55°C of lager: technische eisen vermeld in hoofdstuk 30
- Vaartuigen met een minimum bemanning: technische eisen vermeld in hoofdstuk 31

Als een schip van functie verandert, dient aan de betreffende eisen voor de nieuwe functie te worden voldaan.
(*) Met een "traditionele vaartuig" wordt bedoeld:
 
een vaartuig, of de replica daarvan, dat op grond van:
- zijn leeftijd,
- zijn technische of karakteristieke constructieve eigenschappen,
- zijn zeldzaamheid,
- zijn betekenis voor het behoud van traditionele principes van het zeemanschap of van binnenvaarttechnieken, of
- zijn betekenis voor een tijdperk

uit historisch oogpunt het waard is, te worden behouden, en dat in het bijzonder voor demonstratiedoeleinden wordt gebruikt

## Inhoud van het Certificaat van Onderzoek
In dat Certificaat van Onderzoek worden die voorschriften opgenomen, die bij het gebruik van het binnenschip in acht moeten worden genomen, alsmede in voorkomende gevallen de toegestane afwijkingen en te treffen voorzieningen met vermelding van de binnenwateren en de periode, waarvoor deze gelden. Het Binnenvaartbesluit, hoofdstuk 3, paragraaf 1 geeft detailinformatie over het certificaat van onderzoek voor de verschillende scheepstypen.

## Verplichte meldingen
Aan de overheid moet gemeld worden:
- belangrijke schade en herstel daarvan;
- verbouwing en andere ingrijpende wijzigingen;
- overgang van de eigendom.

## Onderbreken van een reis
Het gebruik van een schip op de binnenwateren wordt onderbroken door het certificaat in te trekken, indien bij het onderzoek blijkt dat bij gebruik van het schip de veiligheid van de vaart in gevaar wordt gebracht of de veiligheid van zijn omgeving onmiddellijk gevaar loopt.
In zo'n geval moet het schip onverwijld en met inachtneming van de aanwijzingen naar een aangewezen plaats worden gebracht en moet het daar blijven liggen, totdat naar het oordeel van de overheid de redenen die aanleiding waren voor de onderbreking zijn weggenomen.

## Certificaten van buiten de Europese Unie
In afwachting van de sluiting van overeenkomsten tussen de Europese Unie en derde landen inzake de wederzijdse erkenning van scheepscertificaten, kunnen scheepscertificaten van vaartuigen van derde landen voor het bevaren van de binnenwateren worden erkend.

## Aantallen
De Inspectie Verkeer en Waterstaat geeft aan dat in de database van alle in Nederland verstrekte scheepscertificaten, in totaal 5207 schepen met een geldig Certificaat van Onderzoek (CvO) voor de Rijnvaart geregistreerd staan:
- 3461 schepen gebouwd vóór 1985
- 617 schepen gebouwd tussen 1985 en 1995
- 1129 schepen gebouwd tussen 1995 en 2009[7]

De Inspectie had toen nog geen zicht op de te keuren aantallen grote pleziervaartuigen, omdat die over het algemeen niet waren geregistreerd. Wel was al bekend dat er in Nederland 939 schepen van 20 meter en langer rondvoeren in de recreatie, die in 2013 de subsidie voor een Automatic Identification System transponder hadden aangevraagd.